# 古都ホアルー

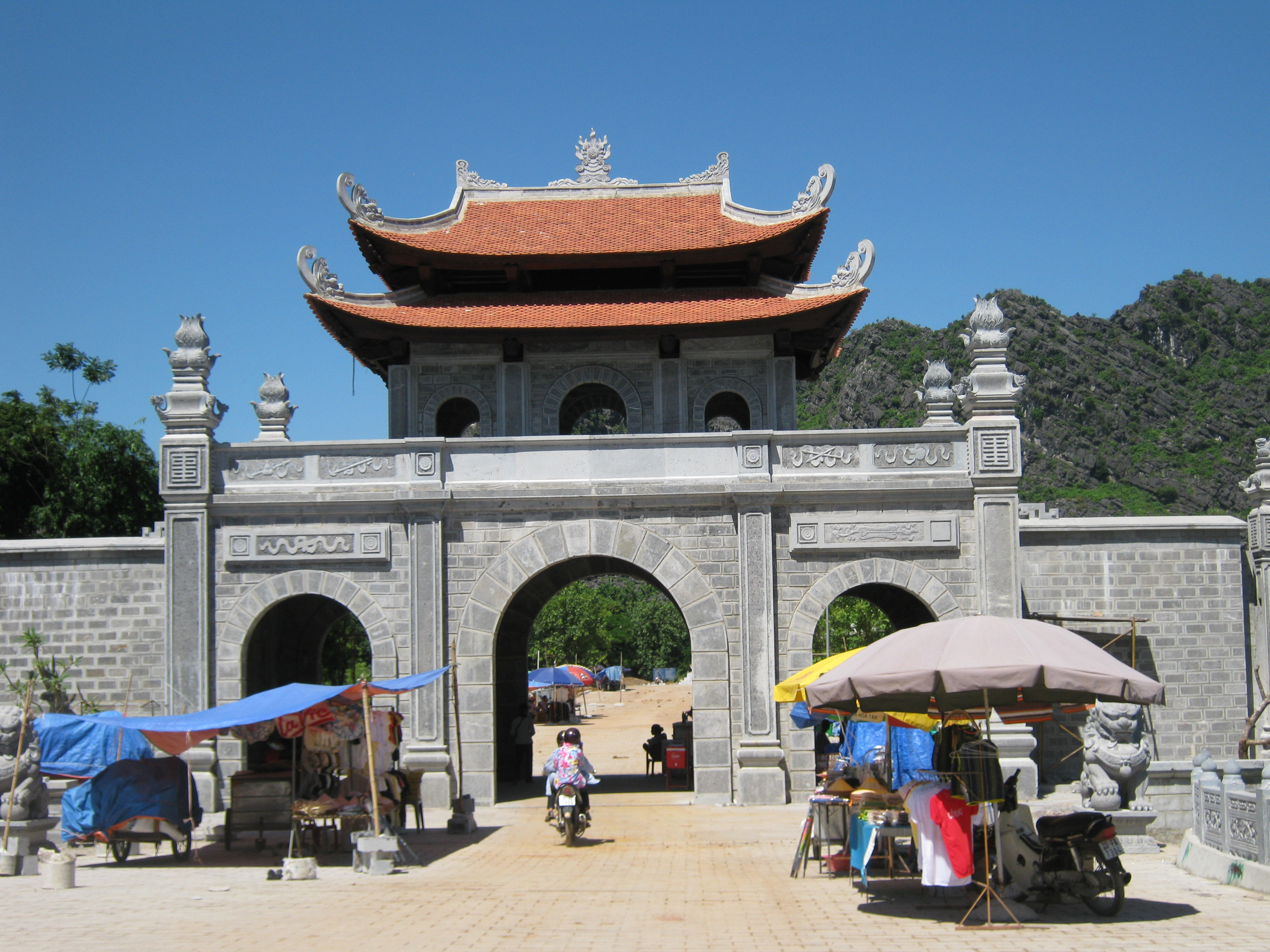
古都ホアルー

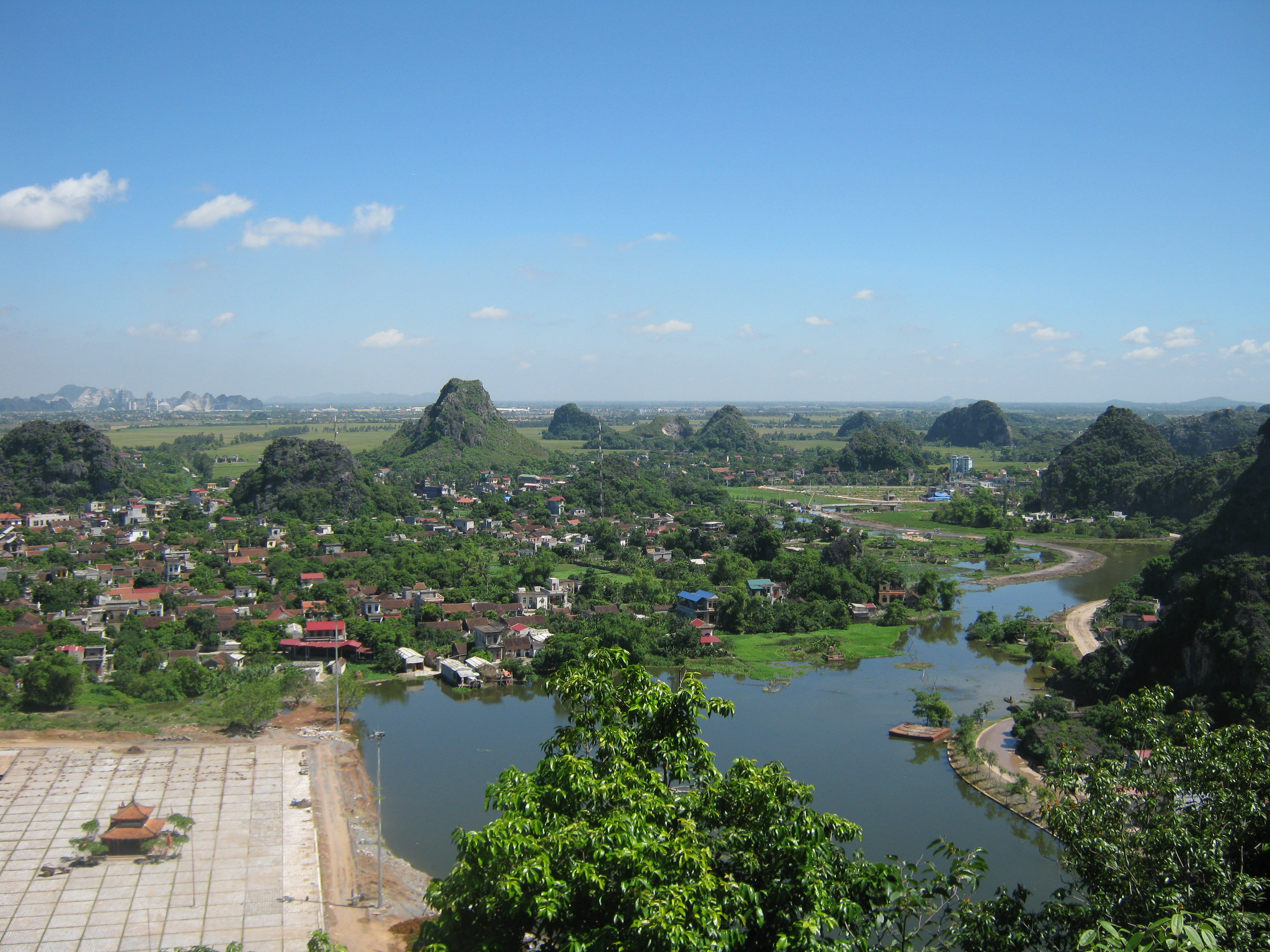
ホアルーとその周辺の景観

古都ホアルー（ベトナム語：Cố đô Hoa Lư / 古都華閭）は、ベトナム社会主義共和国ニンビン省ホアルー市にある丁朝および前黎朝の古都である。ハノイの約90km南方に位置する。

## 概要
968年に丁朝を建国した丁部領により都が置かれたのが始まりである。979年の丁部領の暗殺後に成立した前黎朝でも都が置かれ続けたが、李朝成立後の1010年に昇龍に遷都された。